# Ченьчжоу
Ченьчжоу (спрощ.: 郴州; піньїнь: Chēnzhōu) — міський округ у китайській провінції Хунань.

## Адміністративний поділ
Міський округ поділяється на 2 райони, 1 міський повіт і 8 повітів:
| Карта                                                                   | Карта   | Карта    | Карта            | Карта       |
| ----------------------------------------------------------------------- | ------- | -------- | ---------------- | ----------- |
| Бейху Сусянь Гуйян Їчжан Юнсін Цзяхе Лінь'у Жучен Гуйдун Аньжень Цзисін |         |          |                  |             |
| Статус                                                                  | Назва   | Оригінал | Населення (2003) | Площа (км²) |
| Район                                                                   | Бейху   | 北湖区   | 300 000          | 815         |
| Район                                                                   | Сусянь  | 苏仙区   | 249 900          | 1 342       |
| Міський повіт                                                           | Цзисін  | 资兴市   | 360 000          | 2 716       |
| Повіт                                                                   | Гуйян   | 桂阳县   | 790 000          | 2 954       |
| Повіт                                                                   | Їчжан   | 宜章县   | 560 000          | 2 086       |
| Повіт                                                                   | Юнсін   | 永兴县   | 630 000          | 1 979       |
| Повіт                                                                   | Цзяхе   | 嘉禾县   | 340 000          | 696         |
| Повіт                                                                   | Лінь'у  | 临武县   | 310 000          | 1 375       |
| Повіт                                                                   | Жучен   | 汝城县   | 360 000          | 2 424       |
| Повіт                                                                   | Гуйдун  | 桂东县   | 170 000          | 1 453       |
| Повіт                                                                   | Аньжень | 安仁县   | 390 000          | 1 461       |

## Клімат
Місто знаходиться у зоні, котра характеризується вологим субтропічним кліматом. Найтепліший місяць — липень із середньою температурою 30 °C (86 °F). Найхолодніший місяць — січень, із середньою температурою 6.1 °С (43 °F).
| Клімат Ченьчжоу         | Клімат Ченьчжоу | Клімат Ченьчжоу | Клімат Ченьчжоу | Клімат Ченьчжоу | Клімат Ченьчжоу | Клімат Ченьчжоу | Клімат Ченьчжоу | Клімат Ченьчжоу | Клімат Ченьчжоу | Клімат Ченьчжоу | Клімат Ченьчжоу | Клімат Ченьчжоу | Клімат Ченьчжоу |
| Показник                | Січ.            | Лют.            | Бер.            | Квіт.           | Трав.           | Черв.           | Лип.            | Серп.           | Вер.            | Жовт.           | Лист.           | Груд.           | Рік             |
| Абсолютний максимум, °C | 25              | 30              | 32              | 32              | 36              | 38              | 38              | 38              | 40              | 35              | 30              | 25              | 40              |
| Середній максимум, °C   | 11              | 11              | 17              | 22              | 26              | 30              | 35              | 33              | 29              | 23              | 17              | 12              | 22              |
| Середня температура, °C | 6               | 7               | 13              | 18              | 22              | 26              | 30              | 28              | 24              | 18              | 12              | 8               | 17              |
| Середній мінімум, °C    | 1               | 4               | 9               | 15              | 18              | 22              | 25              | 23              | 20              | 13              | 8               | 4               | 13              |
| Абсолютний мінімум, °C  | −7              | −6              | 0               | 2               | 8               | 12              | 20              | 18              | 12              | 2               | −3              | −5              | −7              |
| Норма опадів, мм        | 60              | 80              | 170             | 170             | 220             | 210             | 190             | 180             | 80              | 90              | 60              | 40              | 1600            |
| Днів з дощем            | 14              | 17              | 22              | 17              | 19              | 16              | 15              | 17              | 11              | 13              | 13              | 11              | 190             |
| Вологість повітря, %    | 77              | 83              | 82              | 80              | 82              | 80              | 68              | 76              | 79              | 79              | 85              | 84              | 80              |
| ----------------------- | --------------- | --------------- | --------------- | --------------- | --------------- | --------------- | --------------- | --------------- | --------------- | --------------- | --------------- | --------------- | --------------- |
| Джерело: Weatherbase    |                 |                 |                 |                 |                 |                 |                 |                 |                 |                 |                 |                 |                 |